# Cône d'une application
Pour les articles homonymes, voir Cône.

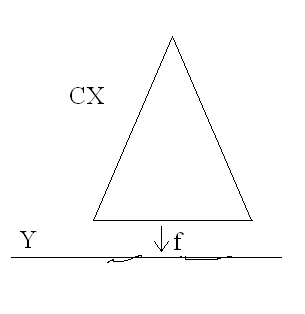

En mathématiques et plus précisément en théorie de l'homotopie, le cône d'une application est un espace topologique construit à partir du cône ayant pour base l'espace de départ de l'application, en identifiant les points de cette base avec ceux de l'espace d'arrivée au moyen de l'application.

## Définition
Soit X et Y deux espaces topologiques et f : X → Y  une application continue. Le cône de l'application f ou cofibre homotopique de f, noté Cf, est l'espace topologique « obtenu en attachant C(X) (le cône de X) à Y le long de f », c'est-à-dire en quotientant la réunion disjointe CX⊔Y par l'identification de chaque élément x de X ⊂ CX avec son image f(x) dans Y. Plus explicitement, c'est le quotient de la réunion disjointe X×[0, 1]⊔Y par la relation d'équivalence : (x, 0) ∼ (x', 0) et (x, 1) ∼ f(x).

## Cône réduit d'une application pointée
Pour un morphisme d'espaces pointés f : (X, x0) → (Y, y0), en quotientant de plus par (x0, t) ∼ y0 (pour tout t ∈ [0, 1] et pas seulement pour t = 1), on obtient le « cône réduit » C✻f de f. Cela revient à remplacer, dans la définition ci-dessus, le cône CX de l'espace par le cône réduit C✻(X, x0) de l'espace pointé.

## Exemples
- Si X est la sphère Sn, CX est (homéomorphe à) la (n+1)-boule fermée Bn+1. Cf est alors le quotient de l'union disjointe de cette boule avec Y, par l'identification de chaque point x du bord ∂Bn+1 = Sn de cette boule avec son image f(x) dans Y.

- Si Y = CX et si f est l'inclusion canonique de X dans son cône, Cf est le quotient de X×[0, 1] par : (x, 0) ∼ (x', 0) et (x, 1) ∼ (x', 1). C'est la suspension SX de l'espace X.

- À l'intersection des deux exemples précédents, le cône de l'inclusion canonique de Sn dans Bn+1 est Sn+1.

- Le cône réduit d'une application constante (X, x0) → (Y, y0), x ↦ y0 est Σ(X, x0) ∨ (Y, y0), où Σ désigne la suspension réduite et ∨ le wedge.

## Propriétés
- Pour f : X → Y , l'espace Y est, de façon naturelle, un sous-espace de Cf et l'inclusion de Y dans Cf est une cofibration.
- Si f est injective et relativement ouverte, c'est-à-dire si elle induit un homéomorphisme de X sur f(X), alors CX est également inclus dans Cf (donc X aussi).
- Le cône de l'application identité de X est naturellement homéomorphe au cône de X.

Toutes ces propriétés se transposent aux espaces pointés, en prenant les cônes réduits d'applications pointées et d'espaces pointés.
Le cône réduit d'un morphisme d'espaces bien ponctués est homotopiquement équivalent à son cône non réduit.
Les cônes de deux applications continues homotopes sont homotopiquement équivalents.
Le cône d'une application f est le double cylindre d'applications de l'application constante de X sur un point et de l'application f.

## Applications

### CW-complexes
Pour un CW-complexe X, le (n + 1)-squelette Xn + 1 est homéomorphe au cône de l'application
de recollement des (n + 1)-cellules, le long de leur bord, au n-squelette.

### Effet sur le groupe fondamental
Pour tout espace pointé (X, x0) et tout lacet α : (S1, 1) → (X, x0), représentant un élément du groupe fondamental de (X, x0), on peut former le cône C✻α. Dans ce cône, le lacet α devient contractile donc sa classe d'équivalence dans le groupe fondamental de (C✻α, x0) est l'élément neutre.
Cela permet, pour tout groupe G défini par générateurs et relations, de construire un 2-complexe dont le groupe fondamental est G.

### Homologie relative
Le cône d'application permet d'interpréter l'homologie relative (en) d'une paire d'espaces (X, A) comme l'homologie réduite (en) du quotient :
si H✻ est une théorie homologique et i : A → X une cofibration, alors
en appliquant l'excision au cône de i.

### Équivalences d'homotopie et d'homologie
Un morphisme entre deux CW-complexes simplement connexes est une équivalence d'homotopie si et seulement si son cône est contractile.
Soit H✻ une théorie homologique. L'application f : X → Y induit un isomorphisme en H✻ si et seulement si l'application du point dans Cf induit un isomorphisme en H✻, c'est-à-dire si H✻(Cf, ∙) = 0.

### Rôle en théorie de l'homotopie
Si A est un fermé de X et si l'inclusion i de A dans X est une cofibration, alors le cône de i est homotopiquement équivalent à X/A. Comme la cofibration de Y dans Cf est fermée, son cône est homotopiquement équivalent à Cf/Y donc à la suspension SX de X. En continuant ainsi, le cône de l'inclusion de Cf dans SX donne la suspension de Y, etc.
Si h : Y → Z est une autre application continue, la composée h∘f est homotopiquement nulle si et seulement si h est prolongeable en une application continue de Cf dans Z.
La version pointée de cette équivalence prouve l'exactitude de la suite de Puppe :